# كثيب: حروب الاسبايس
كثيب: حروب الاسبايس (بالإنجليزية: Dune: Spice Wars)‏ هي لعبة فيديو 4إكس استراتيجية الوقت الحقيقي من تطوير ألعاب شيرو ونشرتها فنكوم. في اللعبة، يحاول اللاعب السيطرة على كوكب أرَّاكس دبلوماسيًا أو عسكريًا. تدور أحداث اللعبة في عالم كثيب، وتم إصدارها في مرحلة الوصول المبكر في أبريل 2022 وتم إصدارها بالكامل في سبتمبر 2023.

## وصلات خارجية
- الموقع الرسمي